# Folgesteuerung

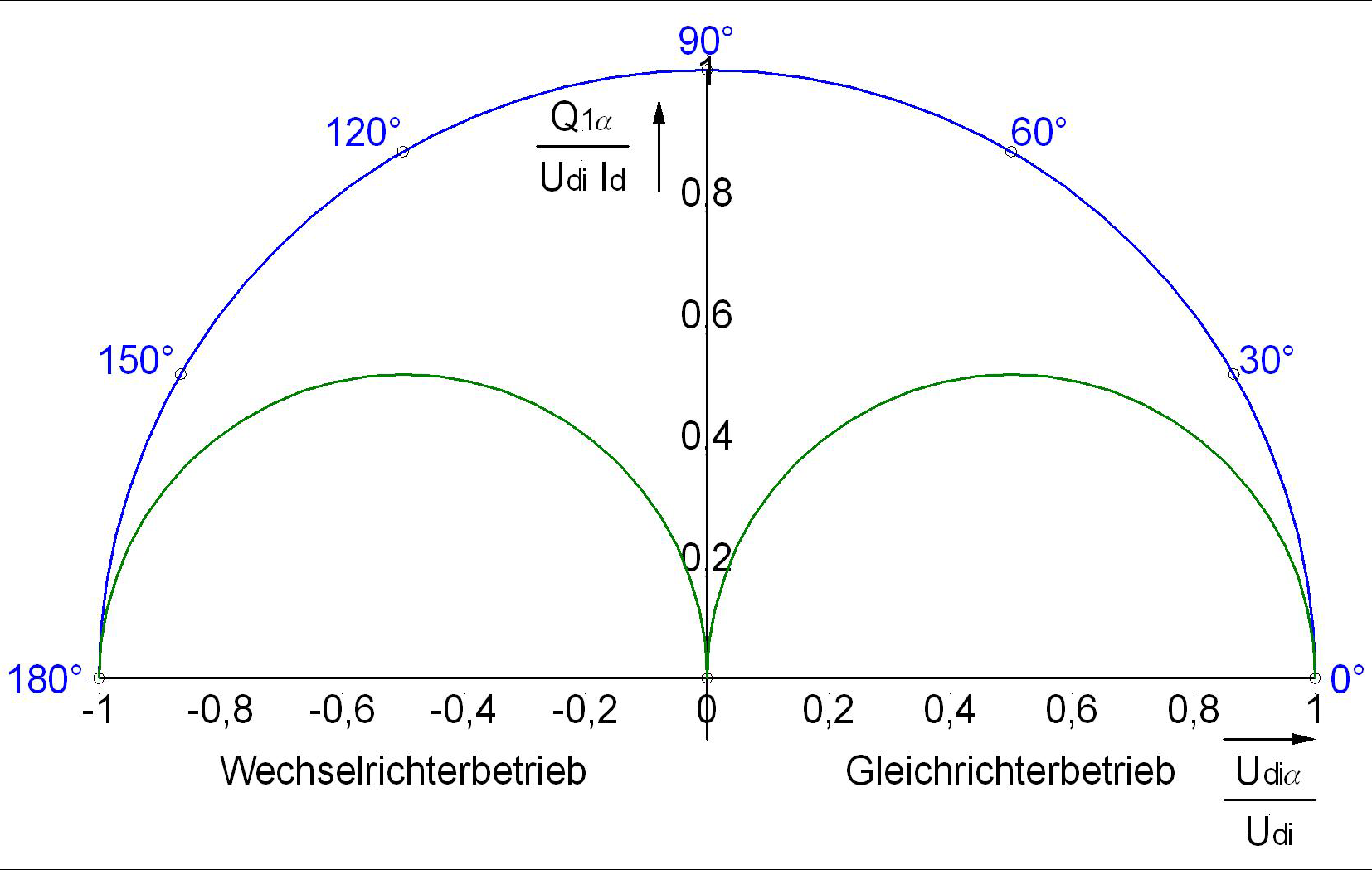
Blindleistungskurve einer Drehstrom-Brückenschaltung
blau: ohne Folgesteuerung
grün: mit Folgesteuerung

Als Folgesteuerung bezeichnet man die unsymmetrische Steuerung der netzgeführten Stromrichter. Eine solche Steuerung dient der Reduzierung der Steuerblindleistung. Man schaltet zwei Stromrichter in Reihe und schaltet diese nacheinander durch.
Wie man der nebenstehenden Blindlastkurve entnehmen kann, wird dadurch der Blindleistungsbedarf halbiert.